# Raffaello Niccolai
Raffaello Niccolai (Pistoia, 7 dicembre 1910 – ...) è stato un calciatore italiano, di ruolo ala.

## Carriera

### Calciatore
Dopo aver militato nel Cagliari, gioca nel club della sua città, la Pistoiese.
Successivamente giocherà anche con la Triestina, prendendo parte alla Serie A 1933-1934, e poi con il Pisa, prima di fare ritorno alla Pistoiese, dove conclude la carriera agonistica nel 1936.

### Dirigente sportivo
Ha ricoperto il ruolo di commissario straordinario della Pistoiese nel 1951 e poi quello di presidente della società dal 1958 al 1960.